# Die Simpsons/Staffel 8
Die achte Staffel der US-amerikanischen Zeichentrickserie Die Simpsons wurde vom 27. Oktober 1996 bis zum 18. Mai 1997 auf dem US-amerikanischen Sender Fox gesendet. Die deutschsprachige Erstausstrahlung sendete der Privatsender ProSieben vom 5. September 1997 bis zum 31. Oktober 1998, wobei die erste Episode der Staffel Hugo, kleine Wesen und Kang erst am 31. Oktober 1998 ausgestrahlt wurde.
Die Staffel wurde am 15. August 2006 in den Vereinigten Staaten und am 2. Oktober 2006 in Deutschland auf DVD veröffentlicht.

## Episoden
| Nr. (ges.) | Nr. (St.) | Deutscher Titel                     | Originaltitel                                                         | Erstausstrahlung (USA) | Deutschsprachige Erstausstrahlung (D) | Regie             | Drehbuch                                                | Prodc. |
| --- | --------- | ----------------------------------- | --------------------------------------------------------------------- | ---------------------- | ------------------------------------- | ----------------- | ------------------------------------------------------- | ------ |
| 154 | 1         | Hugo, kleine Wesen und Kang         | Treehouse of Horror VII                                               | 27. Okt. 1996          | 31. Okt. 1998                         | Mike B. Anderson  | Ken Keeler, Dan Greaney, David S. Cohen                 | 4F02   |
| Drei Kurzgeschichten zu Halloween: Das Ding und Ich – Bart hat einen bösen Zwillingsbruder, der auf dem Speicher lebt. Der Schöpfungsnapf – Lisa macht ein Experiment mit einem ausgefallenen Milchzahn und erschafft auf diese Weise Leben. Citizen Kang – Die Aliens Kang und Kodos nehmen die Gestalt von Bill Clinton und Bob Dole an, um Anführer der Erde zu werden. |           |                                     |                                                                       |                        |                                       |                   |                                                         |        |
| 155 | 2         | Das verlockende Angebot             | You Only Move Twice                                                   | 3. Nov. 1996           | 28. Okt. 1997                         | Mike Anderson     | John Swartzwelder                                       | 3F23   |
| Die Simpsons ziehen nach Cypress Creek, wo Homer einen großartigen Job bei der „Globex Corporation“ angenommen hat. Er merkt dabei jedoch nicht, dass sein neuer Chef Hank Scorpio ein Superschurke ist und er diesem dabei hilft, die Weltherrschaft zu erlangen. Die Episode stellt vor allem eine Persiflage auf James-Bond-Filme dar. |           |                                     |                                                                       |                        |                                       |                   |                                                         |        |
| 156 | 3         | Auf in den Kampf!                   | The Homer They Fall                                                   | 10. Nov. 1996          | 29. Okt. 1998                         | Mark Kirkland     | Jonathan Collier                                        | 4F03   |
| Mit Moes Hilfe als Manager wird Homer zum Boxer. Homer lässt sich dabei jedes Mal solange schlagen, bis der Gegner müde wird. Beim Kampf um die Schwergewichtsweltmeisterschaft scheint die Strategie jedoch nicht zu funktionieren. In dieser Folge sieht man Homers berühmtes Röntgenbild mit dem winzigen Gehirn in einem großen Hohlraum. |           |                                     |                                                                       |                        |                                       |                   |                                                         |        |
| 157 | 4         | Mr. Burns' Sohn Larry               | Burns, Baby Burns                                                     | 17. Nov. 1996          | 30. Okt. 1997                         | Jim Reardon       | Ian Maxtone-Graham                                      | 4F05   |
| Larry Burns entdeckt während einer Zugfahrt, dass es sich bei seinem Vater um Mr. Burns handelt und folgt ihm daraufhin nach Springfield. Larry entpuppt sich als Gegenteil von Burns, was seinem Vater allerdings nicht gefällt. Homer täuscht mit Larry eine Entführung vor, um Burns zu testen. Das Manöver scheint zunächst seinen Zweck zu erfüllen, dennoch verschwindet der Sohn bald wieder. |           |                                     |                                                                       |                        |                                       |                   |                                                         |        |
| 158 | 5         | Der beliebte Amüsierbetrieb         | Bart After Dark                                                       | 24. Nov. 1996          | 2. Nov. 1997                          | Dominic Polcino   | Richard Appel                                           | 4F06   |
| Bart wird von Homer gezwungen, als Strafe bei Belle zu arbeiten, nachdem er ihr einen Wasserspeier zerstört hat. Das Haus von Belle stellt sich als eine Art Varieté-Freudenhaus heraus, dass von sämtlichen Männern aus Springfield besucht wird. Marge verlangt den Abriss des Hauses. |           |                                     |                                                                       |                        |                                       |                   |                                                         |        |
| 159 | 6         | Scheide sich, wer kann              | A Milhouse Divided                                                    | 1. Dez. 1996           | 3. Okt. 1997                          | Steven Dean Moore | Steve Tompkins                                          | 4F04   |
| Kirk und Luann Van Houten haben Probleme in der Ehe und lassen sich scheiden. Homer lässt sich darauf ebenfalls scheiden, um Marge erneut heiraten zu können. |           |                                     |                                                                       |                        |                                       |                   |                                                         |        |
| 160 | 7         | Lisa will lieben                    | Lisa's Date with Density                                              | 15. Dez. 1996          | 4. Nov. 1997                          | Steven Dean Moore | Steve Tompkins                                          | 4F01   |
| Lisa verliebt sich in Nelson Muntz und will aus ihm einen guten Menschen machen. Dabei kommen sie sich näher und küssen sich. Währenddessen versucht Homer mit einem Telefonwählautomaten an viel Geld heranzukommen. |           |                                     |                                                                       |                        |                                       |                   |                                                         |        |
| 161 | 8         | Der total verrückte Ned             | Hurricane Neddy                                                       | 29. Dez. 1996          | 3. Okt. 1997                          | Bob Anderson      | Steve Young                                             | 4F07   |
| Das Haus der Flanders wird bei einem Hurrikan als einziges zerstört und sie müssen in eine Notunterkunft ziehen. Die Bürger Springfields bauen das Haus wieder auf, allerdings vollkommen dilettantisch. Als es schließlich einstürzt, platzt dem immerzu freundlichen Ned der Kragen. Flanders begibt sich danach freiwillig in ein Sanatorium für Geisteskranke. |           |                                     |                                                                       |                        |                                       |                   |                                                         |        |
| 162 | 9         | Homers merkwürdiger Chili-Trip      | El Viaje Misterioso de Nuestro Jomer (The Mysterious Voyage of Homer) | 5. Jan. 1997           | 10. Nov. 1997                         | Jim Reardon       | Ken Keeler                                              | 3F24   |
| Nachdem Homer eine viel zu scharfe Chilischote beim jährlichen Springfield-Chili-Kochfest isst, beginnt er zu halluzinieren. Ihm erscheint ein Kojote, der ihn auffordert, seinen Seelenpartner zu finden. Diesen sieht Homer in Marge, welche ihm aber Vorwürfe macht. |           |                                     |                                                                       |                        |                                       |                   |                                                         |        |
| 163 | 10        | Die Akte Springfield                | The Springfield Files                                                 | 12. Jan. 1997          | 24. Okt. 1997                         | Steven Dean Moore | Reid Harrison                                           | 3G01   |
| Homer sieht im alkoholisierten Zustand im Wald eine leuchtende, unheimliche Kreatur. Agent Mulder und Agent Scully vom FBI werden für den Fall herangezogen. Es stellt sich heraus, dass es sich um Burns handelt, der einer obskuren, medizinischen Behandlung unterzogen wurde. |           |                                     |                                                                       |                        |                                       |                   |                                                         |        |
| 164 | 11        | Marge und das Brezelbacken          | The Twisted World of Marge Simpson                                    | 19. Jan. 1997          | 6. Nov. 1997                          | Chuck Sheetz      | Jennifer Crittenden                                     | 4F08   |
| Marge kauft einen Brezelwagen. Während ihre Freundinnen mit einem Pitabrot-Service mehr Geld als Marge verdienen, wendet sich Homer an die Mafia. Marges Konkurrenz wird umgehend ausgeschaltet. Es kommt später zu einem Kampf zwischen der Yakuza und der Springfielder Mafia. |           |                                     |                                                                       |                        |                                       |                   |                                                         |        |
| 165 | 12        | Der Berg des Wahnsinns              | Mountain of Madness                                                   | 2. Feb. 1997           | 7. Nov. 1997                          | Mark Kirkland     | John Swartzwelder                                       | 4F10   |
| Mr. Burns will den Teamgeist seiner Mitarbeiter verbessern und ordnet ein Überlebenswochenende an. Homer und Mr. Burns erreichen als Zweierteam durch Mogelei als erste die Hütte, werden dann aber von mehreren Lawinen in der Hütte eingesperrt. Eine Explosion des Gasbehälters in der Hütte kann die beiden aus der Lawine befreien. |           |                                     |                                                                       |                        |                                       |                   |                                                         |        |
| 166 | 13        | Das magische Kindermädchen          | Simpsoncalifragilisticexpiala(Annoyed Grunt)cious                     | 7. Feb. 1997           | 21. Okt. 1998                         | Chuck Sheetz      | Al Jean & Mike Reiss                                    | 3G03   |
| Weil Marge mit dem Mutterdasein überfordert ist, heuern Homer und sie ein Kindermädchen namens Shary Bobbins an. |           |                                     |                                                                       |                        |                                       |                   |                                                         |        |
| 167 | 14        | Homer ist "Poochie der Wunderhund"  | The Itchy & Scratchy & Poochie Show                                   | 9. Feb. 1997           | 5. Sep. 1997                          | Steven Dean Moore | David S. Cohen                                          | 4F12   |
| Die Itchy-&-Scratchy-Show bekommt eine neue Figur namens Poochie, die von Homer synchronisiert wird. Die Zuschauer mögen Poochie jedoch nicht, so dass die Figur wieder aus der Sendung gestrichen wird. |           |                                     |                                                                       |                        |                                       |                   |                                                         |        |
| 168 | 15        | Homer und gewisse Ängste            | Homer's Phobia                                                        | 16. Feb. 1997          | 11. Nov. 1997                         | Steven Dean Moore | David S. Cohen                                          | 4F11   |
| Aufgrund von Geldmangel ist die Familie Simpson in einem Antiquitätenladen, um dort einiges zu verkaufen. Homer mag den Verkäufer und lädt ihn zu sich ein – bis er merkt, dass dieser schwul ist. Weil Homer befürchtet, dass sein Sohn auch schwul sein könnte, startet er eine Kampagne, um Bart „männlicher“ zu machen. |           |                                     |                                                                       |                        |                                       |                   |                                                         |        |
| 169 | 16        | Die beiden hinterhältigen Brüder    | Brother from Another Series                                           | 23. Feb. 1997          | 12. Nov. 1997                         | Pete Michels      | Ken Keeler                                              | 4F14   |
| Tingeltangel-Bob wird aus dem Gefängnis entlassen und wird von seinem Bruder Cecil aufgenommen. Zusammen leiten sie den Bau eines riesigen Staudamms. Das Vorhaben wird jedoch sabotiert. |           |                                     |                                                                       |                        |                                       |                   |                                                         |        |
| 170 | 17        | Babysitten – ein Albtraum           | My Sister, My Sitter                                                  | 2. März 1997           | 13. Nov. 1997                         | Jim Reardon       | Dan Greaney                                             | 4F13   |
| Lisa wird Babysitterin. Als erstes wird sie bei den Flanders gebraucht und erhält danach weitere Aufträge. Als Marge und Homer sie beauftragen auf Bart aufzupassen, versucht dieser, um Lisas Ruf zu schaden, sich selbst zu verletzen und stürzt die Treppe hinunter. Lisa möchte dies geheim halten und versucht deshalb, heimlich Bart zu einem „nicht-zugelassenen“ Arzt zu bringen. Jedoch landen beide versehentlich bei der Eröffnungsfeier des Hafenzentrums, bei der fast ganz Springfield anwesend ist. Daraufhin erhält sie zunächst keine weiteren Aufträge mehr. |           |                                     |                                                                       |                        |                                       |                   |                                                         |        |
| 171 | 18        | Der mysteriöse Bier-Baron           | Homer vs. the Eighteenth Amendment                                    | 16. März 1997          | 14. Nov. 1997                         | Bob Anderson      | John Swartzwelder                                       | 4F15   |
| Nachdem Bart sich beim Saint Patrick’s Day betrunken hat, fordern Springfields Frauen die Abschaffung des Alkoholverkaufs. Die Stadtverwaltung entdeckt ein Gesetz, wonach in Springfield seit gut 200 Jahren ein striktes Alkoholverbot herrscht. Zur Überwachung des Verbots wird der FBI-Beamte Rex Banner engagiert. Homer versorgt Moe heimlich mit selbstgebrautem Bier. Später stellt sich heraus, dass das Verbot seit knapp 199 Jahren ungültig ist. |           |                                     |                                                                       |                        |                                       |                   |                                                         |        |
| 172 | 19        | Wenn der Rektor mit der Lehrerin... | Grade School Confidential                                             | 6. Apr. 1997           | 17. Nov. 1997                         | Susie Dietter     | Rachel Pulido                                           | 4F09   |
| Auf Martins Geburtstagsparty beginnen sich Rektor Skinner und Mrs. Krabappel füreinander zu interessieren und beginnen eine Affäre. |           |                                     |                                                                       |                        |                                       |                   |                                                         |        |
| 173 | 20        | Der tollste Hund der Welt           | The Canine Mutiny                                                     | 13. Apr. 1997          | 18. Nov. 1997                         | Dominic Polcino   | Ron Hauge                                               | 4F16   |
| Bart erwirbt mit einer Kreditkarte einen Collie aus Vermont, der Laddie heißt. Als er die Karte aber überzieht und der Gerichtsvollzieher die gekauften Sachen pfändet, gibt er statt Laddie seinen alten Hund Knecht Ruprecht her. Es gelingt Bart jedoch, den Hund von einem erblindeten Mann wieder zurückzuholen. |           |                                     |                                                                       |                        |                                       |                   |                                                         |        |
| 174 | 21        | Der alte Mann und Lisa              | The Old Man and the Lisa                                              | 20. Apr. 1997          | 19. Nov. 1997                         | Mark Kirkland     | John Swartzwelder                                       | 4F17   |
| Lisa hilft Burns beim Wiederaufbau seines verlorenen Vermögens. Im Glauben von Lisa, Burns bekehrt zu haben, gründet dieser eine Recycling-Fabrik. Jedoch wird ihre Hoffnung enttäuscht. |           |                                     |                                                                       |                        |                                       |                   |                                                         |        |
| 175 | 22        | Marge als Seelsorgerin              | In Marge We Trust                                                     | 27. Apr. 1997          | 20. Nov. 1997                         | Steven Dean Moore | Donick Cary                                             | 4F18   |
| Marge hilft Reverend Lovejoy bei der Gemeindearbeit und gibt Einwohnern, die anrufen, gute Ratschläge. Sie bringt jedoch auch einige Anrufer in Schwierigkeiten – unter anderem auch Ned Flanders, der infolgedessen in einem Paviangehege landet. |           |                                     |                                                                       |                        |                                       |                   |                                                         |        |
| 176 | 23        | Homer hatte einen Feind             | Homer's Enemy                                                         | 4. Mai 1997            | 21. Nov. 1997                         | Jim Reardon       | John Swartzwelder                                       | 4F19   |
| Frank Grimes beginnt im Atomkraftwerk zu arbeiten und kann Homer von Anfang an nicht leiden. Es verärgert ihn, dass er sich mühselig emporarbeiten musste, während Homer seiner Meinung nach trotz seiner Inkompetenz relativ wohlhabend ist. Als Homer bei einem Kinderwettbewerb auch noch den ersten Preis gewinnt, wird Grimes wahnsinnig und berührt ein Starkstromkabel, wobei er verstirbt. Homer schläft auf seiner Beerdigung. |           |                                     |                                                                       |                        |                                       |                   |                                                         |        |
| 177 | 24        | Ihre Lieblings-Fernsehfamilie       | The Simpsons Spin-Off Showcase                                        | 11. Mai 1997           | 25. Nov. 1997                         | Neil Affleck      | Ken Keeler, David S. Cohen, Dan Greaney, Steve Tompkins | 4F20   |
| In einer Sondersendung, die von Troy McClure moderiert wird, werden drei Spin-Off-Fernsehserien präsentiert. Polizeichef Wiggum geht zusammen mit Rektor Skinner als Privatdetektiv nach New Orleans. Moe versucht mit Grandpas Hilfe, eine Frau namens Betty für sich zu gewinnen. |           |                                     |                                                                       |                        |                                       |                   |                                                         |        |
| 178 | 25        | Lisas geheimer Krieg                | The Secret War of Lisa Simpson                                        | 18. Mai 1997           | 26. Nov. 1997                         | Mike B. Anderson  | Richard Appel                                           | 4F21   |
| Bart hat mit mehreren hintereinander geschalteten Megaphonen ein Chaos ausgelöst. Marge bringt Bart daraufhin in eine Militärakademie um ihm besseres Benehmen beizubringen. Allerdings begibt sich Lisa ebenfalls, jedoch freiwillig, dorthin. Als einziges Mädchen unter den Kadetten kann sie sich dort nur mühsam behaupten. |           |                                     |                                                                       |                        |                                       |                   |                                                         |        |